# ویتفیلدز، شهرستان آپاچی، آریزونا
ویتفیلدز (به انگلیسی: Wheatfields) یک منطقهٔ مسکونی در ایالات متحده آمریکا است که در شهرستان آپاچی، آریزونا واقع شده است. ویتفیلدز ۲٬۲۲۱ متر بالاتر از سطح دریا قرار دارد.